# Massacommunicatie
Massacommunicatie of openbare communicatie is een vorm van communicatie waarbij grote groepen mensen worden bereikt. Dit impliceert dat de zender of communicator gebruikmaakt van kanalen die een massale duplicatie mogelijk maken. 
Massacommunicatie ontstaat als iemand bepaalde informatie belangrijk genoeg vindt voor de hele gemeenschap, terwijl er ook binnen de gemeenschap zelf voor het onderwerp voldoende belangstelling aanwezig is. De doorbraak van de boekdrukkunst maakte massacommunicatie voor het eerst mogelijk.
Massacommunicatie is het onderzoeksobject van het sociaal-wetenschappelijke vakgebied van de communicatiewetenschap.

## Massamedia
De communicatiemiddelen die worden toegepast in massacommunicatie noemt men massamedia.  Dit zijn communicatiemiddelen die het voor een zender mogelijk maken een boodschap uit te zenden naar een omvangrijk publiek (de massa). Bekende voorbeelden die bestaan sinds de 19e en 20e eeuw zijn: televisie- en radiostations, websites, kranten en roddelbladen.
Een mediapersoonlijkheid is iemand die veel in massamedia voorkomt.

### Gedrukte massamedia
De uitvinding van de boekdrukkunst in de vijftiende eeuw maakte voor het eerst massale verspreiding van geschreven informatie mogelijk. Deze modernisering van de maatschappij liet haar sporen in politiek, economie en samenleving na.

#### Belasting
Aan het begin van de negentiende eeuw richtten uitgevers van kranten zich op de elite die kon lezen en zich kranten kon veroorloven. Als gevolg van een hoge belasting in de vorm van de dagbladzegel waren kranten zeer kostbaar. Steeds meer krantenbedrijven probeerden onder de belasting uit te komen door kranten te drukken die kleiner waren dan waarvoor het zegel gold, de zogenaamde "duo-decimo"- of "lilliputter"-kranten (Adriaan van Bevervoorde) en de spectatoriale geschriften van onder andere Justus van Effen. 
In 1869 werd het zegelrecht, onder druk van een publieke bewustwording, afgeschaft waardoor kranten zich nu op de massa konden richten. In die jaren verschenen dan ook verschillende kranten gericht op de massa, zoals "De Standaard" van Abraham Kuyper en Recht voor Allen van Ferdinand Domela Nieuwenhuis.

#### Persvrijheid
Gedurende de 19e eeuw uitte de pers ook steeds grotere ontevredenheid met de bestaande beperkingen aan de persvrijheid. De grondwet van 1814 was dusdanig vaag, dat de toenmalige koning Willem I mogelijkheden had tot persbreidel en censuur waar hij dat nodig achtte. In 1840 trad Willem I af. Zijn troonopvolger Willem II werd in 1848 liberaal om te voorkomen dat hij afgezet zou worden. Onder druk van een soort massale bewustwording in Nederland werd een wetswijziging doorgevoerd over persvrijheid. Deze wetswijziging dient nog steeds als basis voor artikel 7 van de huidige Nederlandse Grondwet: "Niemand heeft voorafgaand verlof nodig om door de drukpers gedachten of gevoelens te openbaren, behoudens ieders verantwoordelijkheid voor de wet." Door deze wijziging kreeg de pers een toenemende mate van vrijheid.

### Gesproken massamedia
In de 20ste eeuw kwamen massamedia beschikbaar om boodschappen over te brengen via geluidsdragers en bewegend beeld. Eerst via Film en radio, later ook via televisie. Deze media zijn zeer geschikt voor het verspreiden van propaganda, bijvoorbeeld om een bepaalde ideologie in het bewustzijn van de massa te prenten.
Ook via het lied kunnen boodschappen aan de massa worden overgebracht. In de 1960 en 70er jaren werd het protestlied populair. De moderne rap kan ook een poging zijn om een boodschap te communiceren naar een bepaalde massa.

### Elektronische massamedia
Vanaf eind 20ste eeuw kwam het internet in opmars, waarbij de sociale media een dominante rol gingen spelen. Met de komst van internet werden de massamedia interactief, waarbij de ontvanger van de informatie hierover direct kan communiceren met de bron. Wanneer ook deze interactie door de bron wordt doorgegeven, wordt de massa tegelijkertijd ook zelf deel van bron.

### Voorbeelden van massamedia
- De heraut en de dorpsomroeper
- Visuele communicatie door een openbaar toegankelijk monument (bijvoorbeeld in de Oudheid Zuil van Trajanus, het Narmerpalet; moderne beelden met een boodschap, bijvoorbeeld De Verwoeste Stad van Zadkine, reclames in de openbare ruimte)
- Schriftelijke communicatie door een openbaar toegankelijke tekst (bijvoorbeeld een opschrift op een monument zoals Res Gestae divi Augusti in de Oudheid, een oorlogsmonument, reclames in de openbare ruimte)
- Overgeschreven manuscripten in China, en in het Westen in de Oudheid en Middeleeuwen
- Oorlogspropaganda via alle beschikbare media
- Pamflet, manifest en brochure
- De boekdrukkunst
- De schrijvende pers, de kranten en tijdschriften (vaak met ook foto's)
- Het gesproken nieuws, de radio
- Het gefilmde nieuws, het bioscoopjournaal
- Het gefilmde nieuws in de huiskamer: de televisie
- Geluidsdragers; grammofoonplaat, video's, audiocassette's
- Het fenomeen CNN, de eerste wereldwijde nieuwsvoorziening
- Commerciële radio en televisie
- cd-rom, dvd, e-boek
- Het internet
- Nieuws dat overal en altijd beschikbaar is: mobiel internet

## Massacommunicatiemodel

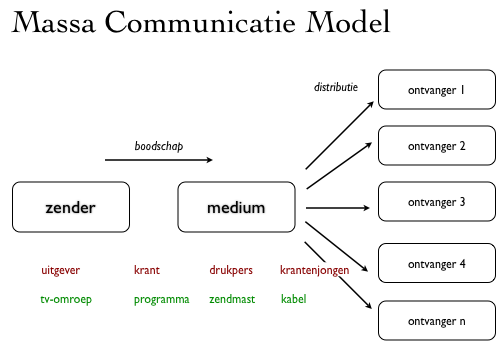
Massacommunicatiemodel

Ook bij massacommunicatie is het klassieke zender-ontvanger model (zie illustratie) van toepassing. Immers, er is altijd sprake van iemand die een boodschap wil overbrengen op een of meer ontvangers. Daarbij zal de zender rekening moeten houden met eventuele ruis die optreedt tijdens de overdracht van de boodschap en ligt de verantwoordelijkheid voor de (gewenste) reactie vooral bij de ontvangers.